# George Dicarlo
George Dicarlo (San Petersburgo (Florida), Estados Unidos, 13 de julio de 1963) es un nadador estadounidense retirado especializado en pruebas de estilo libre, donde consiguió ser campeón olímpico en 1984 en los 400 metros.

## Carrera deportiva
En los Juegos Olímpicos de Los Ángeles 1984 ganó la medalla de oro en los 400 metros estilo libre, con un tiempo de 3:51.23 segundos que fue récord olímpico, por delante de su paisano estadounidense John Mykkanen y del australiano Justin Lemberg; asimismo ganó la plata en los 1500 metros libre, con un tiempo de 15:10.59 segundos, tras el estadounidense Mike O'Brien y por delante del alemán Stefan Pfeiffer.